# Хруплявник
Хруплявник (лат. Polycnemum; от др.-греч. πολύς, polis — много и κνημίς, knemis — бедро, ножка) — род растений семейства Амарантовые (Amaranthaceae), распространённый в аридных районах Евразии и Северной Африки.

## Ботаническое описание
Однолетние или многолетние травы, или полукустарнички, до 20 (30) см высотой. Растения обычно разветвлённые от основания, голые или слабоволосистые от простых волосков или сосочков. Листья очередные, ланцетно-шиловидные или линейно-шиловидные, сидячие, постепенно суженные на верхушке в более или менее колючее острие до 0,6 мм длиной.
Цветки обоеполые, мелкие, одиночные, с боков с 2 перепончатыми прицветничками, расположены в пазухах обычных листьев или прицветничков. Околоцветник из 5 свободных перепончатых листочков, без придатков. Тычинок (1) 3 (5), спаяны у основания в подпестичное кольцо. Завязь верхняя; рылец 2, на коротком столбике. Плоды сухие, вертикальные, с тонким перепончатым околоплодником, не раскрывающиеся. Семена чёрные, с зернистой структурой оболочки.

## Виды
Род включает 6 видов:
- Polycnemum arvense L. typus — Хруплявник полевой
- Polycnemum fontanesii Durieu & Moq.
- Polycnemum heuffelii Láng — Хруплявник Геуффеля
- Polycnemum majus A.Braun ex Bogenh. — Хруплявник большой, или Хруплявник крупный
- Polycnemum perenne Litv. — Хруплявник многолетний
- Polycnemum verrucosum Láng — Хруплявник бородавчатый